# Henry F. Schaefer

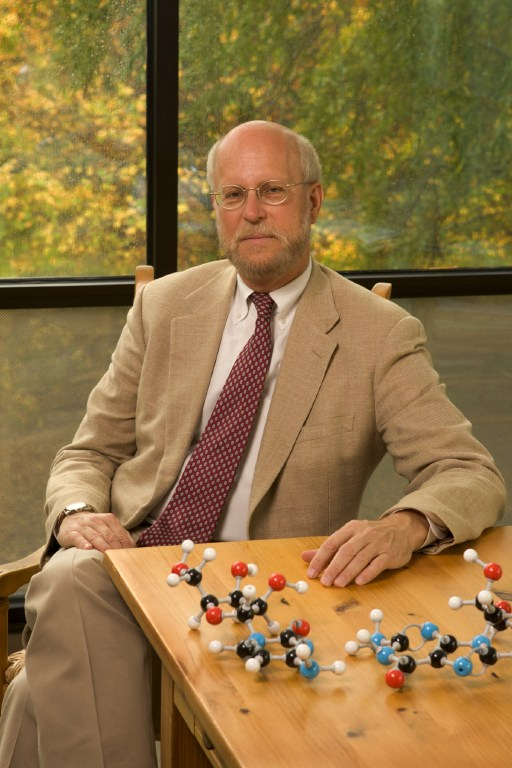
Henry F. Schaefer 2006

Henry Frederick „Fritz“ Schaefer III. (* 8. Juni 1944 in Grand Rapids, Michigan) ist ein US-amerikanischer theoretischer Chemiker.

## Leben und Werk
Schaefer studierte am Massachusetts Institute of Technology mit dem Bachelor-Abschluss in chemischer Physik 1966 und wurde 1969 an der Stanford University promoviert. Danach war er Professor an der University of California, Berkeley von 1969 bis 1987 und ab 1987 Professor an der University of Georgia, wo er Direktor des Center for Computational Chemistry ist und Graham Perdue Professor im Franklin College of Arts and Sciences.
1979/80 war er Gründungsdirektor des Instituts für Theoretische Chemie der University of Texas at Austin und war dort Wilfred T. Doherty Professor. Er war Gastprofessor an der Universität Paris, an der ETH Zürich und der Australian National University.
Schaefer befasst sich mit theoretischer und rechnergestützter Quantenchemie (ab initio Rechnungen). Er ist an über 1300 Veröffentlichungen beteiligt (2012). Einige seiner Veröffentlichungen führten zur Überprüfung althergebrachter Modelle, so seine Vorhersage der Struktur von Methylen allein aus theoretischen quantenmechanischen Berechnungen 1970 (und dem Modell von Gerhard Herzberg widersprechend), was dem Ansehen der ab initio Rechnungen einen Schub verlieh.
1972 wurde er Sloan Research Fellow. Er ist Fellow der American Physical Society (1977) und der American Academy of Arts and Sciences (seit 2004), Mitglied der International Academy of Quantum Molecular Science und er war lange Vorsitzender der World Association of Theoretical and Computational Chemists (WATOC).
Schaefer veröffentlichte über Religion und Wissenschaft und hält darüber Vorträge. Er äußerte Sympathien für Intelligent Design.

## Ehrungen
- 1979 American Chemical Society Award in Pure Chemistry
- 1992 Centennary Medal der Royal Society of Chemistry
- 2003 American Chemical Society Award in Theoretical Chemistry
- 2003 Ira Remsen Award
- 2004 Joseph O. Hirschfelder Prize
- 2011 Ide P. Trotter Prize der Texas A&M University
- 2012 Humboldt-Forschungspreis
- 2013 Chemical Pioneer Award[1]
- 2014 Peter Debye Award
- 2019 American Institute of Chemists Gold Medal

## Schriften
- Quantum Chemistry: The Development of Ab Initio Methods in Molecular Electronic Structure Theory. Dover Pub., 2004